# Batalla de Kōshū-Katsunuma
La Batalla de Kōshū-Katsunuma fue un enfrentamiento armado que tuvo lugar en Japón entre las fuerzas pro-imperiales y las del shogunato Tokugawa durante la guerra Boshin el 29 de marzo de 1868.

## Preludio

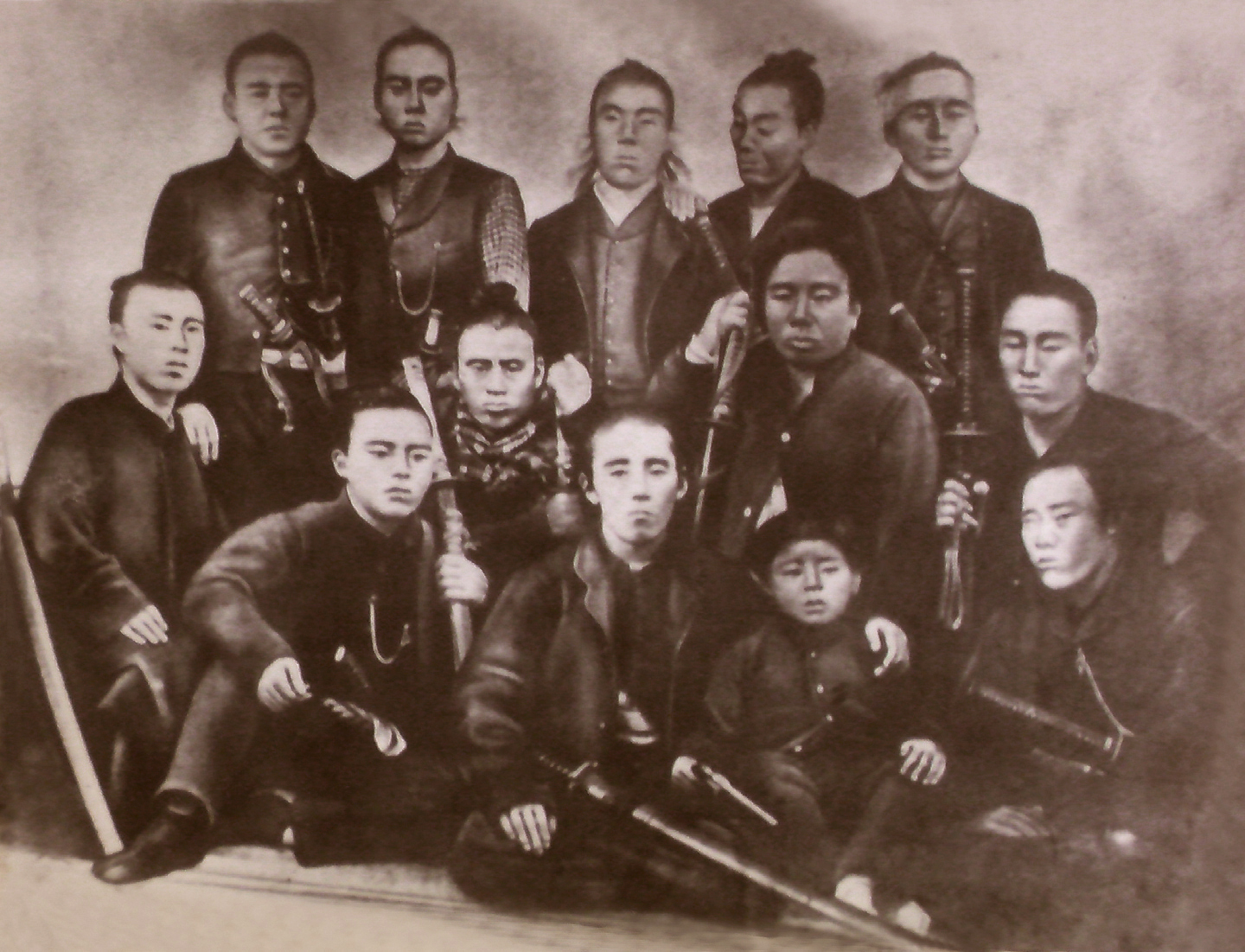
Jinshōtai (迅衝隊) de Tosa.
Fila inferior, de izquierda a derecha: Ban Masayori, Itagaki Taisuke, Tani Otoi (niño), Yamaji Motoharu.
Fila central, de izquierda a derecha: Tani Shigeki, Tani Tateki, Yamada Heizaemon, Morimoto Sukeo.
Fila superior, de izquierda a derecha: Kataoka Kenkichi, Manabe Masayoshi, Nishiyama Sakae, Kitamura Shigeyori, Beppu Hikokurō.

Después de derrotar a las fuerzas del shogunato Tokugawa en la batalla de Toba-Fushimi, las fuerzas imperiales (cuyo núcleo eran los ejércitos feudales de los dominios de Chōshū, Satsuma y Tosa) se dividieron en tres columnas, que avanzaron en dirección nordeste hacia Edo, la capital de los Tokugawa, por las tres carreteras principales: el Tōkaidō, el Nakasendō y el Hokurikudō.
Entre tanto, Kondō Isami, el jefe del Shinsengumi, se retiró a Edo después de la batalla de Toba-Fushimi. Una vez llegado a Edo, se reunió con el jefe de la armada del shogunato, Katsu Kaishū. Kondō creó con los restos del Shinsengumi una nueva unidad a la que llamó el Kōyō-chimbutai (甲陽鎮撫隊), y partió con ellos de Edo el 1 de marzo.

## La batalla
El 27 de marzo unos 3,000 soldados imperiales dirigidos por Itagaki Taisuke, del dominio de Tosa, y Seiji Ijichi, del dominio de Satsuma llegaron a la plaza fuerte de Kofu y la tomaron por la fuerza. A continuación se dirigieron a Katsunuma, un cruce de caminos estratégico donde se unen el Kōshū Kaidō y el Ome Kaidō, actualmente parte de Kōshū, Yamanashi. Allí, el 29 de marzo, se enfrentaron a las fuerzas del shogunato en la que sería conocida como batalla de Kōshū-Katsunuma.
En franca desventaja (las tropas del shogunato eran superadas en una proporción de 10 a 1), los partidarios de Tokugawa perdieron un cañón durante un bombardeo de los imperiales y se retiraron a Kashiozaka para seguir ofreciendo resistencia. Cuando supieron que la noticia de la llegada de refuerzos de Aizu era falsa, Kondō Isami, Nagakura Shinpachi y Harada Sanosuke, se convencieron de que seguir peleando era fútil y emprendieron la retirada tras haber sufrido 179 bajas. Tras retirarse a Hachioji, el Kōyō-chimbutai fue disuelto y Kondō y los demás huyeron a Edo. Durante el viaje se les unió Hijikata.
Tras la caída de Edo, los supervivientes, incluyendo a Kondō, intentaron huir a Aizu por la provincia de Sagami, que todavía permanecía bajo control de los partidarios de Tokugawa. Hijikata Toshizō se dirigió a Kanagawa para conseguir ayuda de los hatamotos leales a Tokugawa, pero su petición fue ignorada.

## Consecuencias
Kondō Isami, que había logrado escapar a duras penas de la batalla, se encontró en abril, junto con los restos del Shinsengumi, rodeado por las fuerzas imperiales en Nagareyama y fue capturado. El 17 de mayo fue decapitado por orden del nuevo gobierno en Itabashi.

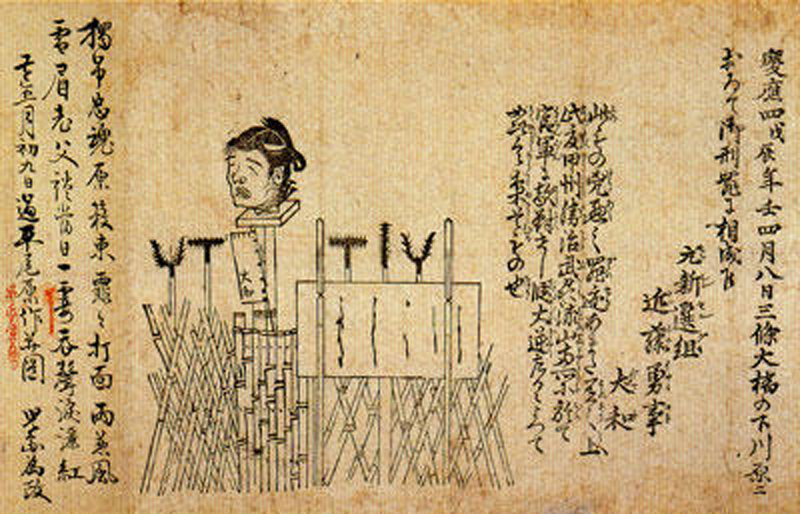
Exposición pública de la cabeza de Kondō Isami. Periódico de 1868.

La batalla de Kōshū-Katsunuma fue la última acción bélica de relevancia de la guerra Boshin en Honshū central, y la desmoralización provocada por la muerte de Kondō contribuyó a la capitulación incruenta del castillo de Edo a finales de ese mismo año.